# Адијатор
Адијатор је механичка справа која служи за сабирање и одузимање вишецифрених бројева. Ширењем џепних калкулатора у потпуности је истиснут из употребе, слично другим помагалима.